# DANCON-medaille

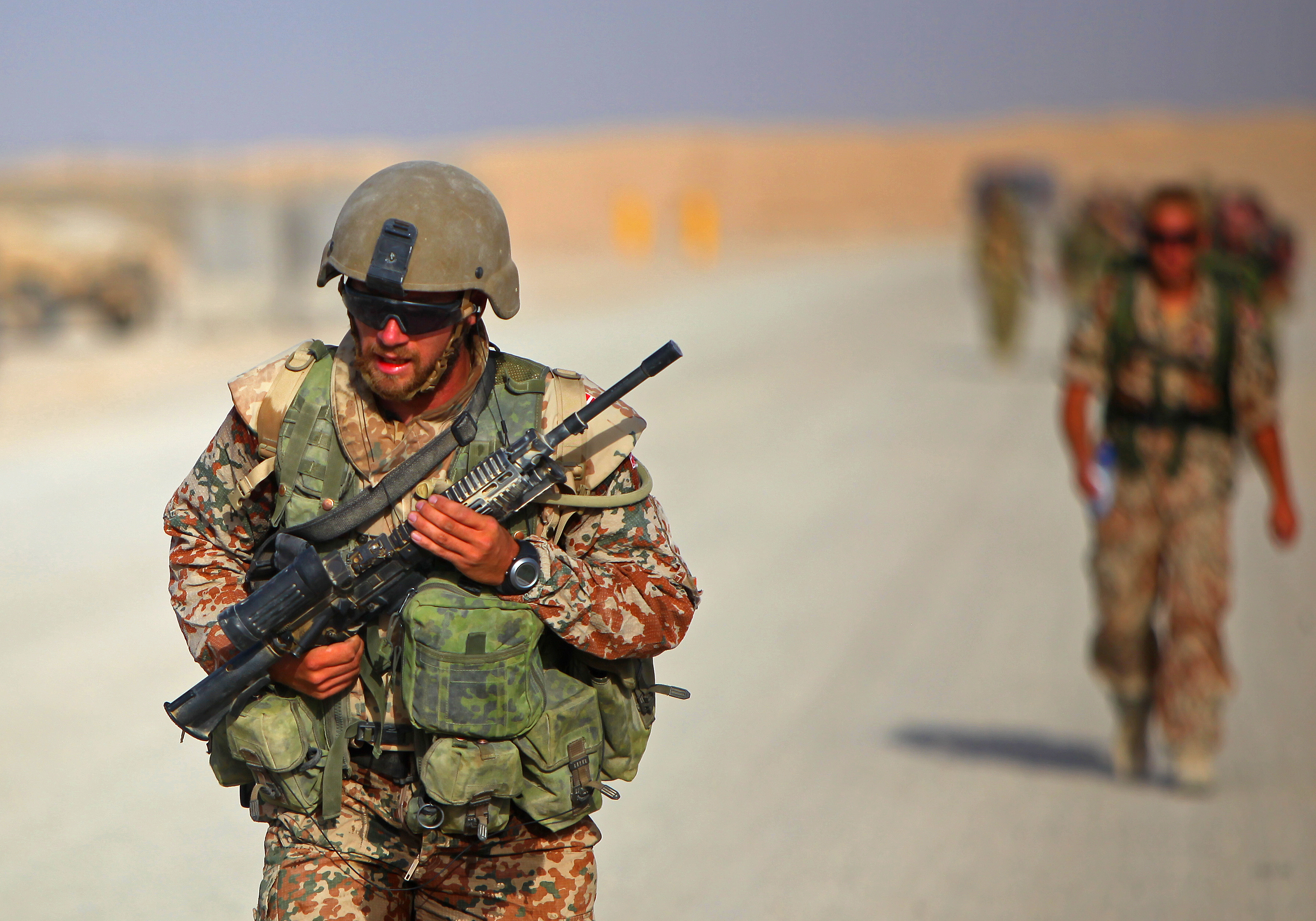
Deelnemer aan de Dancon-mars op Camp Leatherneck, provincie Helmand Afghanistan, 26 juli 2011

De DANCON-medaille is een Deense onderscheiding voor deelname aan een militaire mars in missiegebieden. Deze mars wordt door het Deense contingent georganiseerd in de landen waar door Deense militairen aan een militaire missie wordt deelgenomen. Deze militaire mars van 25 of 100 kilometer moet in 24 uur worden voltooid.
De eerste van deze medailles werd in 1972 op Cyprus uitgereikt.
De naam is ontleend aan het militaire jargon voor het Danish contingent binnen een vredesmacht van NAVO of Verenigde Naties. Soms zijn er meerdere DANCON's tegelijk in verschillende landen, daarom wordt het contingent meestal gepreciseerd als bijvoorbeeld DANCON/Irak of DANCON/SFOR, dit staat dan ook zo op de betreffende medaille.

## Missies waar een Dancon-mars is georganiseerd
- Dancon/UNFICYP (voorjaar 1964 – 1993) UNFICYP
- Dancon/UNPROFOR (april 1992 – oktober 1995) UNPROFOR
- Dancon/IFOR (december 1995 – december 1996) IFOR
- Dancon/SFOR (December 1996 – augustus 2003) SFOR
- Dancon/Albanien (mei 1997 - augustus 1997)
- Dancon/AFOR (juni 1999 - september 1999) AFOR
- Dancon/KFOR (augustus 1999 – heden) KFOR (augustus 1999 – heden)
- Dancon/UNMEE (november 2000 – juli 2001) UNMEE
- Dancon/ISAF (januari 2002 – heden) ISAF
- Dancon/SRO2 (maart 2002 als onderdeel van operatie Strong Resolve) SRO2
- Dancon/Irak (mei 2003 – juli 2007)
- Dancon/Libanon UNIFIL
- Dancon/UNPREPED UNPREPED
- DANCON/Feyzabad Afghanistan
- DANCON Death March Sarajevo
- DANCON Kaboel
- DANCON MINUSMA Mali

## De medailles
- De Dancom Medaille van Cyprus
- De eerste Dancom Medaille van UNFICYP op Cyprus (voorjaar 1964 – 1993)
- De Dancom Medaille van UNIFIL
- De Dancom Medaille van UNTAG in Eritrea
- De Dancom Medaille van UNPROFOR (april 1992 – oktober 1995)
- De Dancom Medaille van SFOR (december 1996 – augustus 2003)
- De Dancom Medaille van KFOR
- De Dancom Medaille van AFOR
- De Dancom Medaille van AFOR (juni 1999 - september 1999)
- De Dancom Medaille voor Kosovo in 2010
- De Dancom Medaille voor Irak
- De Dancom Medaille van ISAF (januari 2002 – heden)
- De Dancom Medaille van UNGCI in Irak (mei 2003 – juli 2007)
- De Dancom Medaille van een onbekende mars

Medailles van Verdienste ·
Medaille voor Langdurige Dienst ·
Medaille "Ingenio et Arti" ·
Medaille voor Nobele Daden ·
Ereteken van het Deense Rode Kruis ·
Medaille van Verdienste voor de Groenlandse Onafhankelijkheid ·
Herinneringsmedaille aan de 70e Verjaardag van Hare Majesteit Koningin Margrethe
Herinneringsmedaille aan de 75e Verjaardag van Prins Henrik

Zie ook: Historische Orden van Denemarken · Onderscheidingen in Denemarken